# Charles Hermite
Charles Hermite (24 decembrie 1822 – 14 ianuarie 1901) a fost un matematician francez care a efectuat cercetări privind teoria numerelor, formele cuadratice, teoria invarianților, polinoamele ortogonale, funcțiile eliptice, și algebra.
Polinoamele Hermite, Forma naturală Hermite, Operatorul hermitic, și curbele spline Hermite au fost denumite în cinstea sa. Henri Poincaré i-a fost student.
A fost primul care a demonstrat că e, baza logaritmului natural, este număr transcendent. Metodele sale au fost ulterior folosite de Ferdinand von Lindemann pentru a demonstra că și π este transcendent.
Într-o scrisoare adresată lui Thomas Stieltjes în 1893, Hermite a făcut celebra remarcă: "Cu teroare și oroare, întorc spatele acestui flagel lamentabil al funcțiilor continue nederivabile."